# Triângulo de ouro

As cinco pontas de um pentagrama são triângulos de ouro.

Um triângulo de ouro é um triângulo isósceles no qual a divisão do comprimento de um dos lados iguais pelo da base é o número de ouro:
{\displaystyle {a \over b}=\varphi ={1+{\sqrt {5}} \over 2}.}
Os ângulos de um triângulo de ouro medem 36°, 72° e 72°.
Também conhecido como "triângulo áureo", diz-se de um triângulo áureo, ou de um retângulo áureo que: o quociente do lado maior, pelo menor, resulta no número áureo, representado pela letra grega {\displaystyle \phi } (Phi), e equivalente a {\displaystyle {\dfrac {1+{\sqrt {5}}}{2}}\approx 1,618.} Assim, traçando-se uma bissetriz num de seus dois ângulos de 72°, surge um novo triângulo, semelhante ao maior, e repetindo a operação, isso acontece infinitas vezes, assim como o retângulo áureo. 